# Жуцзы Ин
Лю Ин (кит. трад. 劉嬰, упр. 刘婴, 5-25), известный как «Младенец Ин» (кит. трад. 孺子嬰, упр. 孺子婴, пиньинь rúzi Yīng, палл. жуцзы Ин) — последний император китайской империи Западная Хань. В связи с тем, что он формально не был коронован, он не имеет тронного имени.

## Биография
Лю Ин был сыном Гуанци-хоу Лю Сяна и внуком Гуанци-хоу Лю Сюня; Лю Сюнь был сыном Чу-вана Лю Сяо — сына императора Сюань-ди.
В 6 году регент Ван Ман отравил 15-летнего императора Пин-ди. В силу молодого возраста император не оставил наследника, и к тому времени уже не осталось в живых никого из потомков по мужской линии его деда — императора Юань-ди; поэтому нового императора стали искать среди потомков прадеда Пин-ди — императора Сюань-ди. Имелось в живых 53 правнука Сюань-ди, но все они были взрослыми, а Ван Ман хотел контролировать трон от имени несовершеннолетнего императора; поэтому было объявлено, что не подобает, чтобы трон наследовали друг у друга представители одного и того же поколения (хотя за несколько лет до этого Пин-ди унаследовал трон у своего двоюродного брата Ай-ди). Следовательно, нового императора надлежало выбрать среди 23 праправнуков Сюань-ди, которые к тому времени были детьми или младенцами. В это время в Чанъане был обнаружен камень с красной надписью «Императором должен стать Аньханьский князь Ван Ман». Союзником Ван Мана была его тётя — Великая вдовствующая императрица Ван (вдова императора Юань-ди), которая после этого даровала ему титул «исполняющего обязанности императора» (假皇帝), чтобы он управлял страной, пока один из праправнуков Сюань-ди не будет избран и не достигнет совершеннолетия.
Весной 6 года Ван Ман избрал в качестве преемника императора Пин-ди годовалого Лю Ина, которому был дарован эпитет «Жуцзы» («Младенец»). Ряд членов императорского клана Лю, подозревая Ван Мана в намерении узурпировать трон, поднимали в последующие годы восстания против Ван Мана, но все эти восстания были подавлены, что ещё более укрепило личную власть Ван Мана. Поэтому он решил забрать трон себе и основать новую династию. Зимой 8 года было объявлено, что получено божественное указание от основателя империи Хань Лю Бана, гласящее, что трон должен быть передан семье Ван. Ван Ман объявил себя первым императором новой империи Синь, а Лю Ин получил титул «Динъаньского князя».
Формально Лю Ин получил княжество из 10.000 домохозяйств, в котором дозволялись календарь и одежды империи Хань, и где должны были приноситься жертвы духам императоров Хань. Однако на самом деле Лю Ин фактически находился под домашним арестом под сильной охраной; его женили на внучке Ван Мана.
В 23 году империя Синь была свергнута, а Ван Ман — убит. На престол был возведён Лю Сюань под тронным именем «Гэнши-ди». Однако вскоре страна начала разваливаться, различные группировки стали брать власть в разных местах. В 25 году Фан Ван и Гун Линь во главе войска из нескольких тысяч человек похитили Лю Ина и заняли Линьцзин (в современном Цинъяне провинции Ганьсу). Однако Лю Сюань послал против них канцлера Ли Суна, который разгромил восставших и убил Лю Ина.